# إثنية مينوناتية
يشير مصطلح الإثنية المينوناتية إلى المينونايت الذين تعود أصولهم إلى أوروبا الوسطى، حيث ينتمي أبناء هذه الجماعة للطائفة البروتستانتية المينوناتية. ويُستخدم هذا المصطلح أيضًا إلى الجوانب الثقافية الخاصة بالمينونايت، مثل اللغة وحياة الأسرة والفنون والمطبخ الخاص بهم مثل شوربة بورش.

## التاريخ
يُعد المينونات الروس (بالألمانية: Russland-Mennoniten)‏ واحدة من أبرز المجموعات الإثنية المينوناتية، وقد شكلوا واحدة من الجماعات الإثنيّة في جنوب الإمبراطورية الروسية (أوكرانيا حاليًا) وهم من أصول ألمانية هولندية وبروسيا الغربية ممن هربوا من الاضطهادات من أوروبا الوسطى، أما أصول المينونات في أمريكا الشمالية فهي هولندية وألمانية وتتحدث اللغة المينوناتية الألمانية السفلى واللغة الهولندية البنسلفانية وتشترك في التراث الهولندي والألماني-السويسري والألماني.
تزاوج المينونايت من نفس الطائفة لقرون، وتطورت طائفة المينونايت إلى مجموعة عرقية في روسيا منذ 1789 وفي أمريكا الشمالية منذ 1730، حيث حافظت لفترة طويلة تقريبًا على ثقافتها الخاصة واللغة المينوناتية الألمانية السفلى واللغة الهولندية البنسلفانية.
حتى منتصف عام 1950 كانت الغالبية العظمى من المينونايت من أصول أوروبية وسطى وذات ثقافة ألمانية وهولندية، وعاشت الغالبية العطمى منهم في أوروبا وأمريكا الشمالية والمكسيك والبرازيل. الا أن ديموغرافيا وانتشار المينونايت مع الأنشطة التبشيريّة من قبل المينونايت أدّى إلى ازدياد عدد المتحولين في أفريقيا والهند وإندونيسيا وأماكن أخرى خارج أوروبا وأمريكا الشمالية من شعوب وإثنيات مختلفة، في عام 2012 وبحسب الدراسات لم يعد غالبية المينونايت من خلفية تراثية أوروبيّة.
تواصل بعض السلالات المحافظة من المينونايت، مثل نظام المينونايت القديم ومستعمرة المينونايت القديمة على لغاتهم وعاداتهم التقليدية وتراثهم وممارسة زواج الأقارب حتى اليوم، تلك السلالات بالإمكان اعتبارها جماعات عرقية أو عرقية دينية. وينطبق هذا الوصف على الهوتريتيون والأميش وهم جماعات من الطائفة البروتستانتية تجديدية العماد.
في السنوات الأخيرة ظهرت بعض المناقشات والجدالات حول مصطلح إثنية مينوناتية.

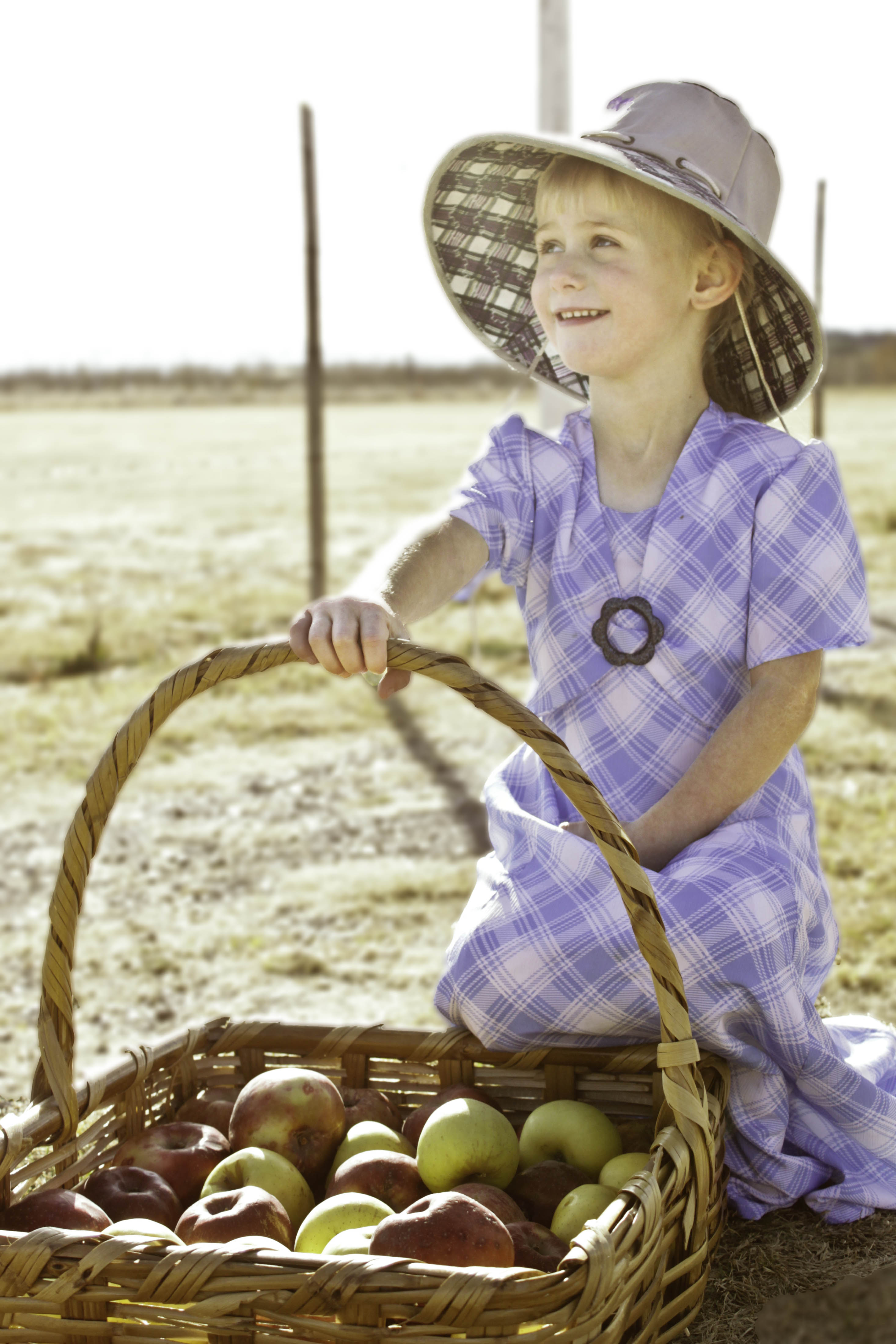
طفلة مينوناتية في المكسيك.
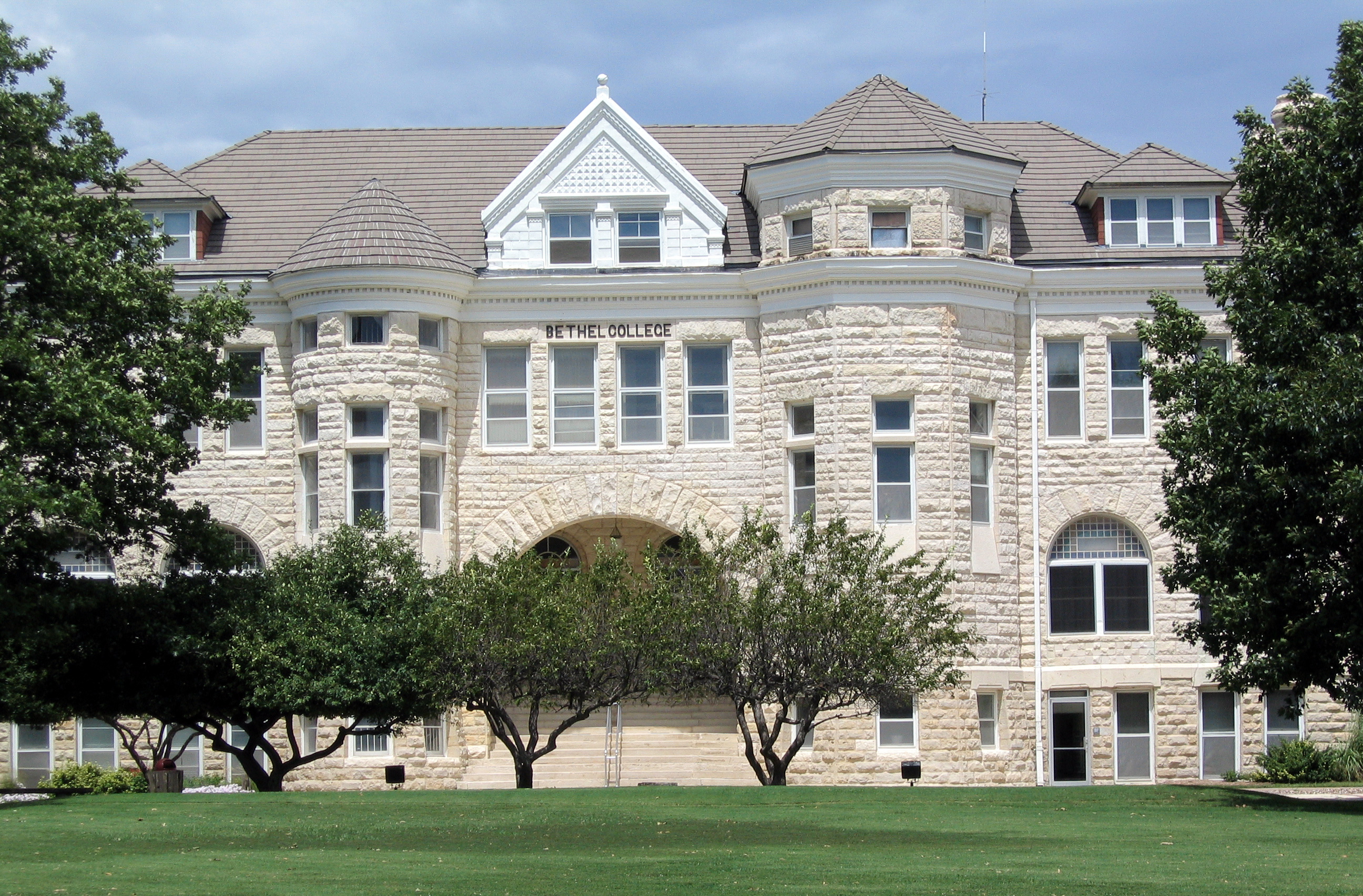
كليّة مينوناتية في الولايات المتحدة.
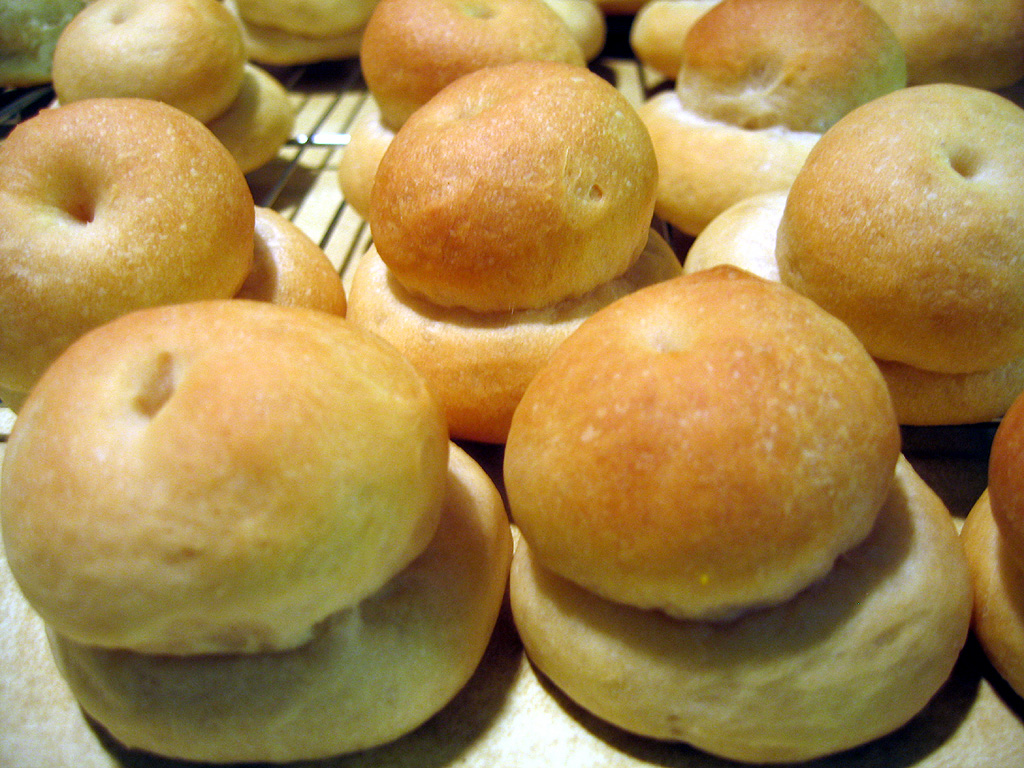
حلوة خاصة في المطبخ المينوناتي.
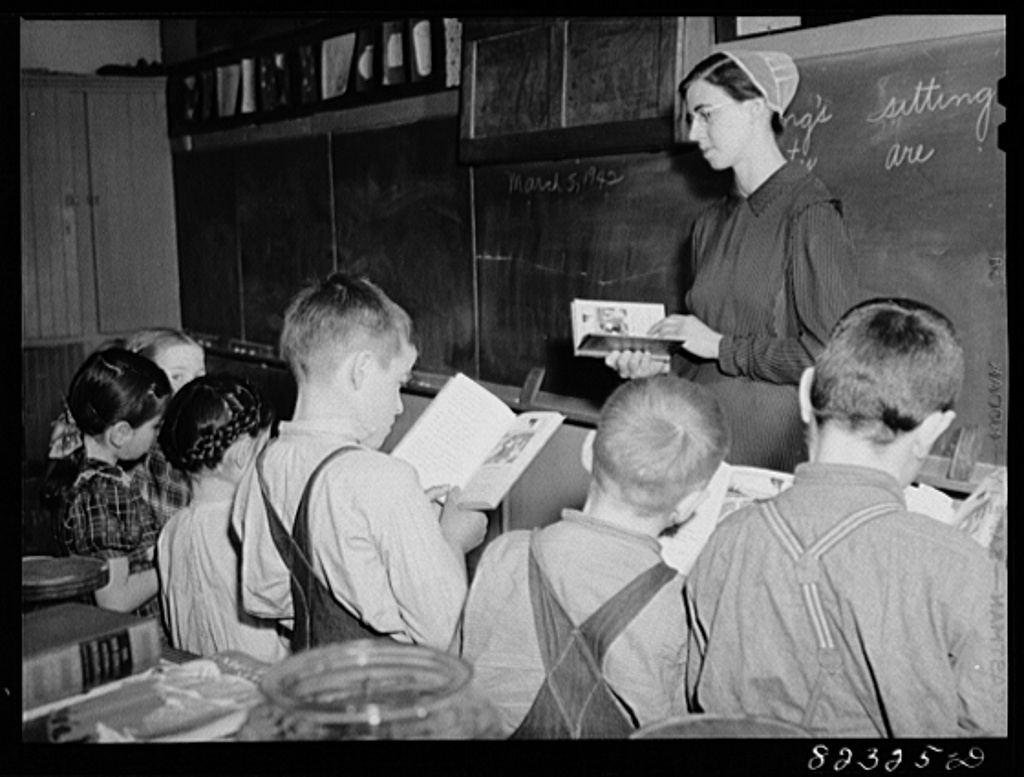
طلاب في مدرسة مينوناتية في بنسيلفانيا.
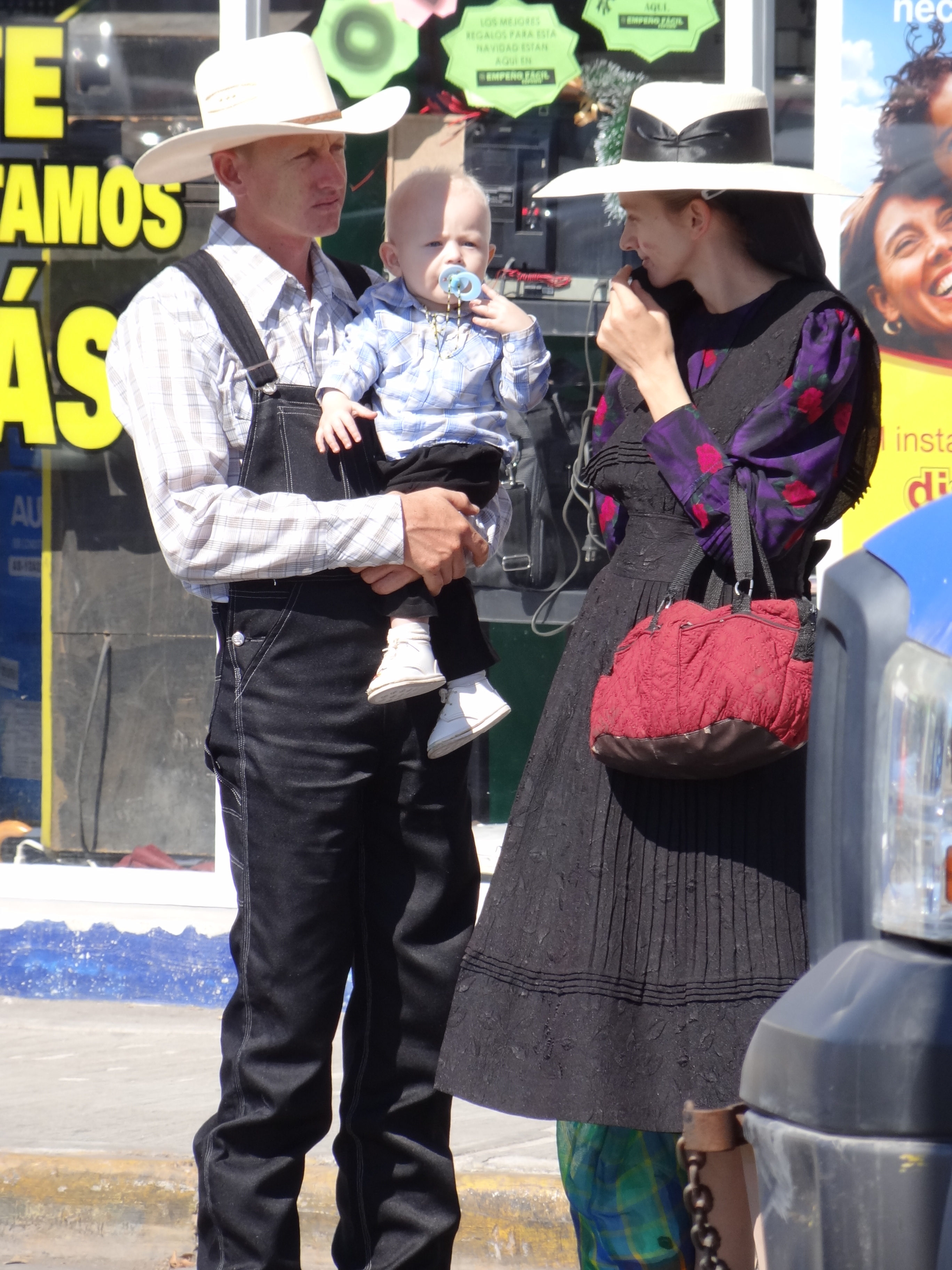
أسرة مينوناتية في المكسيك.